# Guldmynt

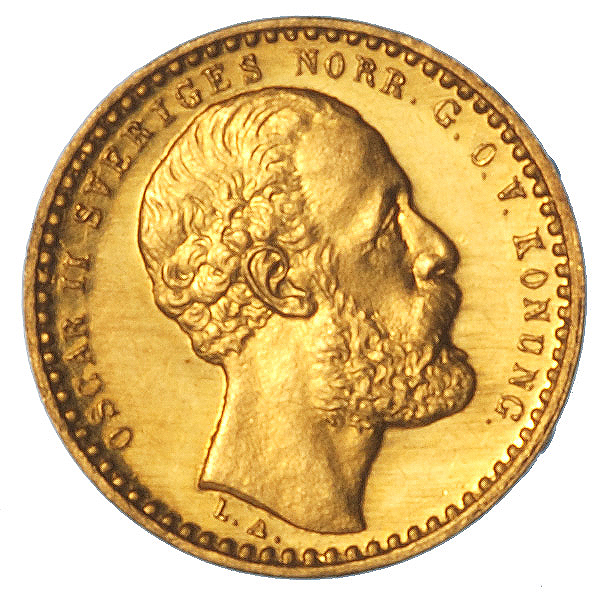
Svenskt 10 kronor provmynt i guld, präglat cirka 1882 av Adolf Lindberg, avbildande kung Oscar II.

Guldmynt är mynt helt eller delvis i guld, för betalning, investering eller som minnesmynt. 

## Användning
Guld har sedan urminnes tider varit en eftertraktad metall som använts som betalningsmedel. Att väga mängden guld vid löpande betalningar visade sig opraktiskt, och äkthet och renhet kunde inte garanteras. Därför har mynt präglats, så att man vid hantering kan se vilket guldvärde det ska motsvara. Även sedlar och mynt i andra metaller har historiskt relaterats till guldmyntsvärdet, guldmyntfot, samt vissa internationella transaktioner. 
Investeringsguld förekommer kommer ibland som mynt, med en känd guldvikt, till exempel krugerrand med ett troy ounce finguld. Till skillnad från guldtackor som är finguld, görs sådana mynt görs hellre i en legering som har bättre hållfasthetsegenskaper, till exempel 22 karat, där resten ofta är koppar.
Guldmynt har även präglats i andra syften än för praktiskt betalningsmedel och rent investeringsobjekt, till exempel minnes- och jubileumsmynt.

## Internationellt
De första guldmynten präglades i Libyen och Anatolien på 600-talet f.Kr.
Historiskt har många länder gett ut guldmynt för högre myntvalörer medan de lägre varit silver- och kopparbaserade. Numera dominerar oädla metaller i mynten som används i daglig handel, exempelvis "nordiskt guld".
Bland kända guldmynt kan nämnas dukater, schweiziska guldfranc, brittiska guinea, spanska doblón samt amerikanska Eagle.
Idag bestäms valutakurser av andra faktorer än guldpriset, så det är opraktiskt med guldmynt för handeln. Metallvärdet hos ett guldmynt kan vida överstiga präglat belopp.

## Svenska guldmynt
Det har länge gjorts guldmynt i Sverige. Både för att användas i cirkulation, som samlarmynt och som guldreserv.
Ordet "guldmynt" är belagt i svenska språket sedan tidigt 1400-tal.

### Lista över svenska guldmynt

#### Oscar II
- 5 kronor: 1881 - 1901
- 10 kronor: 1873 - 1901
- 20 kronor: 1873 - 1902

#### Gustav V
- 5 kronor: 1920
- 20 kronor: 1925

#### Carl XVI Gustaf
Det har under Carl XVI Gustaf endast präglads minnes- och jubileumsmynt.
1000 kronor: 
- Nya Sveriges Delaware (1988)
- VM i Ishockey (1989)
- Regalskeppet Vasa (1990)
- Gustav III (1992)
- Carl XVI Gustaf kung i 20 år (1993)
- Drottning Silvia 50 år (1993)
- Sveriges Myntning 995-1995 (1995)
- Carl XVI Gustaf 50 år (1996)
- Kalmarunionen (1997)
- Carl XVI Gustaf kung i 25 år (1998)

2000 kronor:
- Millennium 2000 (1999)
- Nobelpriset 100 år (2001)
- Stockholm 750 år (2002)
- Heliga Birgitta 700 år (2003)
- Carl XVI Gustaf kung i 30 år (2003)
- Stockholms Slott 250 år (2004)
- Unionsupplösningen (2005)
- Dag Hammarskjöld 100 år (2005)
- Järnvägen 150 år (2006)
- Carl von Linné 300 år (2007)
- Selma Lagerlöf 150 år (2008)

4000 kronor:
- Victoria & Daniels Bröllop (2010)

## Fyndlokaler i Sverige
- Ottarshögen i Vendel: mynt präglade för Basiliskos, kejsare av Bysantinska riket år 476–477.[2]

## Guldmynt i kultur
Guldmynt eller rättare sagt, "en hel kappsäck full med gullpengar" hade Pippi Långstrump fått av sin pappa, kapten Efraim Långstrump.

## Kända guldmynt: antiken till 1700-talet
| Guldmynt   | Land                                                            | Period                   | Vikt              | Kommentar                                                                                            |
| ---------- | --------------------------------------------------------------- | ------------------------ | ----------------- | --- |
| Dareik     | Persien                                                         | 515 – 348 f.Kr.          | 8,4 g             | |
| Stater     | flera länder                                                    | 390 – ca 320 f.Kr.       | 8,2 – 8,6 g       | |
| Aureus     | Romerska riket                                                  | 1:a årh. f.Kr. – 324     | 8,19 g            | |
| Solidus    | Romerska riket, Bysantinska riket                               | 312 – 1092               | 4,55 g            | Införd av kejsar Konstantin                                                                          |
| Tremissis  | Romerska riket och dess efterföljare Västrom, Bysantinska riket | 312 – 800-talet i Bysans | 1.51 g            | En tredjedels solidus, från 400-talet mycket vanligare än denna.                                     |
| Dinar      | Islamiska riket                                                 | 696 – 1543               | 4,25 g            | Införd av kalif Abd al-Malik                                                                         |
| Augustal   | södra Italien                                                   | 1231 – 1250              | 5,24 g            | Ett av medeltidens skönaste guldmynt                                                                 |
| Florin     | Republiken Florens                                              | 1252 – 1531              | 3,5 g             | Förebilden för dukaten und sekinen                                                                   |
| Dobla      | Spanien                                                         | 1252 – 1516              | 4,53 g (varierar) | Det viktigaste spanska guldmyntet under senmedeltiden                                                |
| Écu-d’or   | Frankrike                                                       | 1266 – 1654              | 4 g               | Frankrikes äldsta guldmynt                                                                           |
| Dukat      | Europa                                                          | 1284 – 1938              | 3,5 g             | Guldhalt 98,6 %                                                                                      |
| Sekin      | Republiken Venedig                                              | 1284 – 1797              | 3,5 g             | Den ventianska dukaten, zecchino                                                                     |
| Gulden     | Europa                                                          | 1325 – 1933              | olika             | Spridd över hela Europa, förebilden var florin                                                       |
| Dublon     | Spanien                                                         | 1556 – 1833              | 6,77 g            | Införd av kung Filip II, motsvarade 2 escudos. Känd bl.a. i Frankrike under namnet pistol (pistole). |
| Louis-d'or | Frankrike                                                       | 1640 – 1793              | 6,7 – 8,1 g       | Förebilden var dublonen.                                                                             |
| Guinea     | Storbritannien                                                  | 1663 – 1816              | 8,35 g            | Guldhalt 91,67 %                                                                                     |

## Stora Guldmynt
- 2007: Guldmynt på 100 kg präglades av Kanadas Kungliga Myntverk, Royal Canadian Mint. Myntet skapades i fem exemplar och noterades som världens största i Guiness rekordbok. Kungliga Myntkabinettet och Mynthuset Sverige visade upp ett av de fem mynten i Stockholm i mars 2009. Ett annat av jättemynten såldes på auktion i Wien i juni 2010.
- 2011: Perth Mint i Australien skapade ett guldmynt på 1000 kg, som med bred marginal blev världens största guldmynt.[3]